# Ochotnicze Hufce Pracy

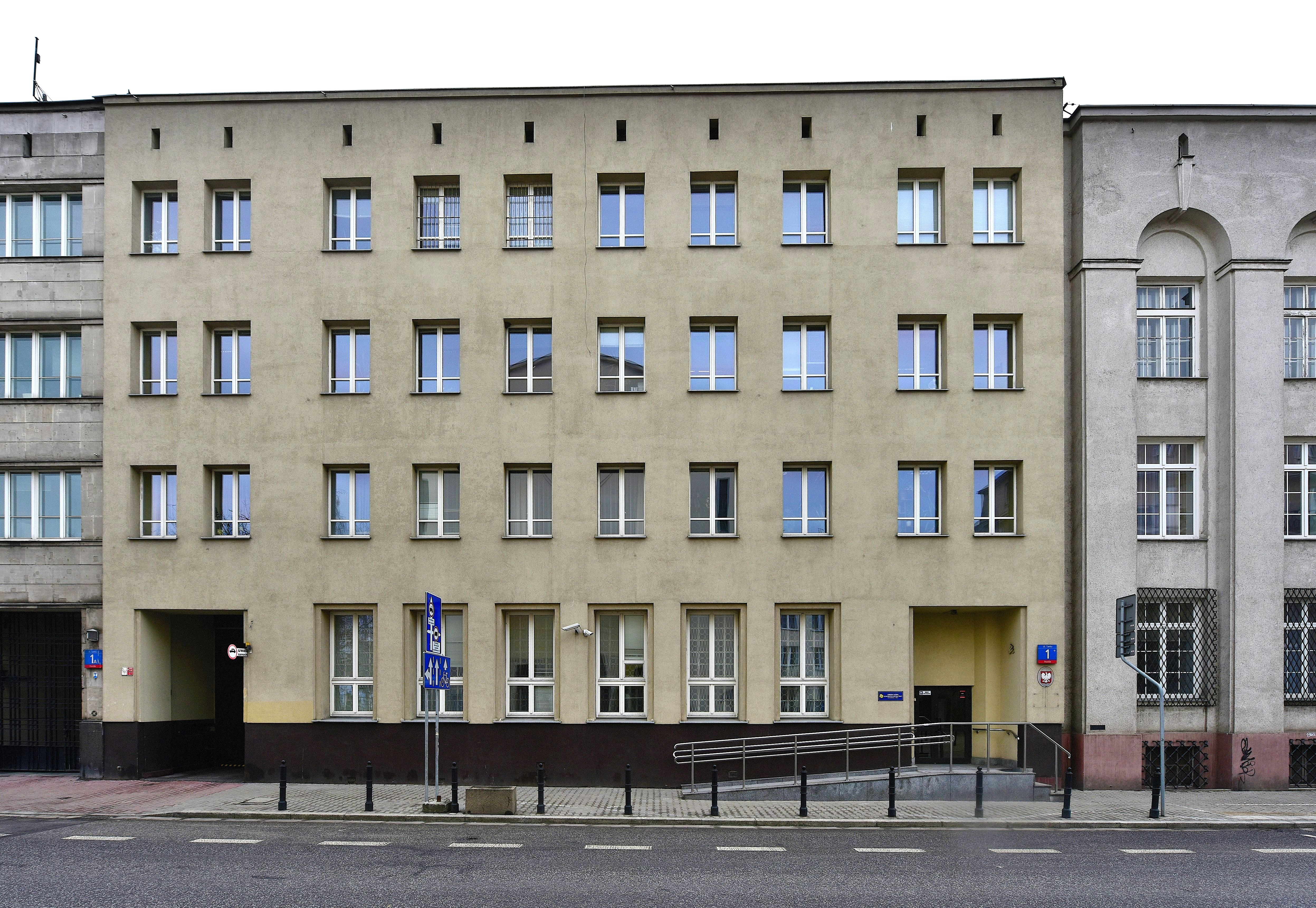
Siedziba Komendy Głównej OHP przy ul. Tamka 1 w Warszawie

Ochotnicze Hufce Pracy (OHP) – ogólnopolska zhierarchizowana służba działająca w formie państwowej jednostki budżetowej podlegającej ministrowi właściwemu ds. pracy, wykonująca zadania państwa w zakresie zatrudnienia oraz przeciwdziałania marginalizacji i wykluczeniu społecznemu młodzieży, a także zadania w zakresie jej kształcenia i wychowania. 
Siedziba Komendy Głównej OHP znajduje się przy ul. Tamka 1 w Warszawie.

## Historia
Służba została utworzona 13 czerwca 1958 roku uchwałą Rady Ministrów nr 201/58 jako następczyni rozwiązanej w 1955 roku Powszechnej Organizacji „Służba Polsce” (SP). OHP w swych założeniach nawiązywały do przedwojennej tradycji Junackich Hufców Pracy (JHP) działających w latach 1936–1939 roku. Celem działania hufców było zapewnienie młodzieży obojga płci pracy równocześnie z umożliwieniem jej nabycia kwalifikacji zawodowych w połączeniu z zapewnieniem jej ogólnej oświaty i wychowania obywatelskiego.

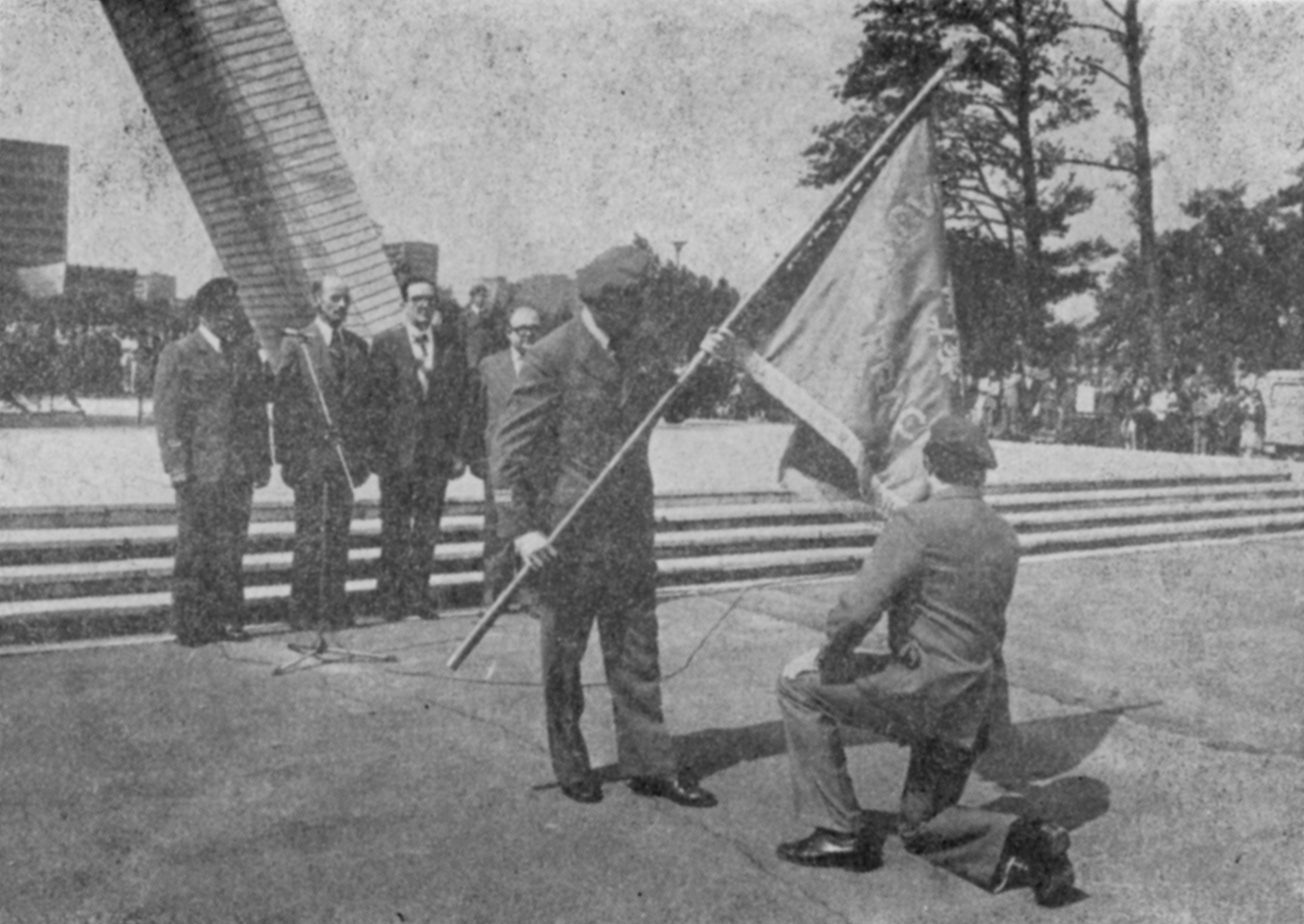
Przysięga junaka Ochotniczych Hufców Pracy

Nabór pierwszych junaków (uczestników hufców) odbył się pomiędzy 20 czerwca a 30 listopada 1958 roku. Zorganizowano cztery hufce w Bieszczadach, liczące łącznie 1200 junaków, które skierowano do pracy przy budowie kolei wąskotorowej Rzepedź–Moczarne oraz jeden stacjonarny hufiec na Śląsku, skierowany do pracy w Zakładach Chemicznych w Oświęcimiu. Kolejny hufiec pracował w rozbudowywanej wówczas Kopalni i Elektrowni Turów.
Od początku istnienia hufców aż do upadku systemu socjalistycznego w Polsce w roku 1989 w organizacji tej znaczny swój udział miały struktury zmilitaryzowane oraz Obrona Cywilna. Po roku 1989 struktury te, wraz z zawodowymi wojskowymi, zostały z hufców wyprowadzone. 
Przemiany organizacyjne w OHP przeprowadzono w oparciu o stosowne ustawy – z 7 września 1991 roku o systemie oświaty oraz z 16 października 1991 roku o zatrudnieniu i bezrobociu – i wydane na ich podstawie rozporządzenie Rady Ministrów z 8 września 1992 roku w sprawie zasad funkcjonowania hufców. Kolejne rozporządzenia zostały wprowadzone 23 maja 1995 roku i 11 lipca 2000 roku.
W 1991 roku z inicjatywy Episkopatu Polski powołano przy organizacji Krajowe Duszpasterstwo Hufców Pracy, zrzeszające katolickie dzieci i młodzież. Pierwszym krajowym duszpasterzem organizacji był w latach 1991–1994, ks. Antoni Długosz, późniejszy częstochowski biskup pomocniczy. Zadaniem krajowego duszpasterstwa OHP było m.in. koordynowanie regionalnych duszpasterstw i organizowanie corocznej pielgrzymi na Jasną Górę. Z dniem 1 lutego 2024 roku, decyzją komendanta OHP, Jerzego Budzyna zwolnieni zostali wszyscy kapelani pracujący przy organizacji, która oficjalnie zakończyła współpracę ze stroną kościelną.

## Stan obecny

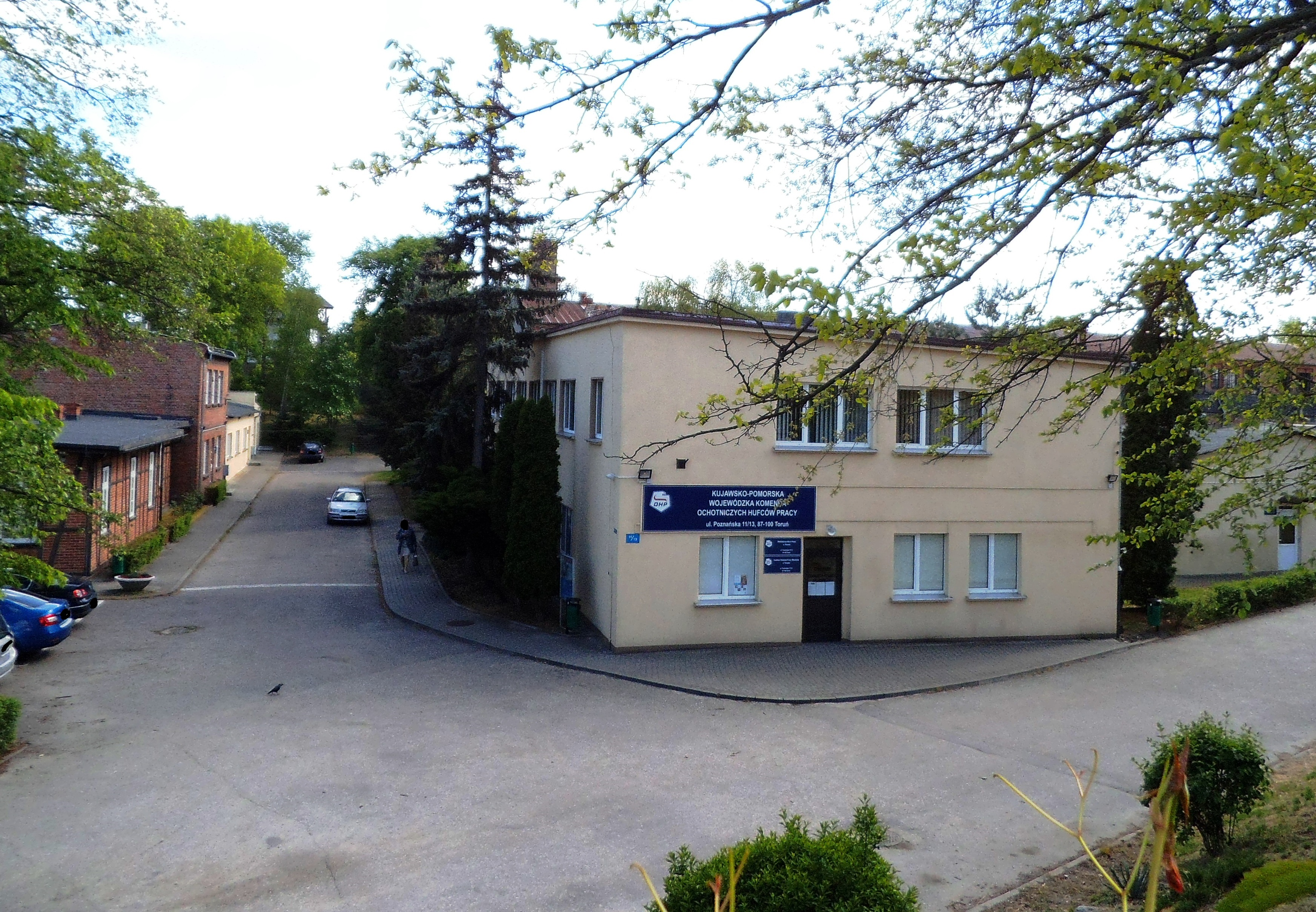
Wojewódzka Komenda OHP przy ul. Poznańskiej w Toruniu

Obecnie podstawę prawną działania OHP stanowi ustawa z dnia 20 marca 2025 roku o rynku pracy i służbach zatrudnienia (Dz.U. z 2025 r. poz. 620), która uchyliła ustawę z dnia 20 kwietnia 2004 roku o promocji zatrudnienia i instytucjach rynku pracy, początkowo wraz z wydanym do niej rozporządzeniem z 30 grudnia 2004 roku, obecnie zastąpionym przez rozporządzenie 22 lipca 2011
W Polsce działa 16 Wojewódzkich Komend OHP, a ich siedziby zlokalizowane są w następujących miastach:

## Komendanci Główni
- Marek Surmacz (od 27 listopada 2015 do 1 lutego 2018)
- Bogdan Ścibut (od 1 lutego 2018 do 17 listopada 2020)
- Grzegorz Walter (od 17 listopada 2020[14] do sierpnia 2021)
- Piotr Modzelewski (od sierpnia do października 2021, jako p.o.)
- Małgorzata Zwiercan (od 24 października 2021 do grudnia 2023)
- Jerzy Budzyn (od stycznia 2024)

## Kierownictwo[15]
- Jerzy Budzyn – Komendant Główny OHP[16]
- Katarzyna Juraszek – zastępca Komendanta Głównego OHP[17]
- Agnieszka Kotewicz-Wojnowska – zastępca Komendanta Głównego OHP[18]
- Sławomir Męcina – zastępca Komendanta Głównego OHP